# Campeonato Mundial de Patinaje Artístico sobre Hielo de 2023
El CXIII Campeonato Mundial de Patinaje Artístico se celebró en Saitama (Japón) entre el 22 y el 26 de marzo de 2023 bajo la organización de la Unión Internacional de Patinaje sobre Hielo (ISU) y la Federación Japonesa de Patinaje sobre Hielo.
Las competiciones se realizaron en la Saitama Super Arena de la ciudad japonesa. 
Los patinadores de Rusia y Bielorrusia fueron excluidos de este campeonato debido a la invasión rusa de Ucrania.

## Calendario
- Hora local de Japón (UTC+9).

| Programa corto | Programa libre |

| Fecha       | Hora        | Evento             |
| ----------- | ----------- | ------------------ |
| 22 de marzo | 11:00-14:45 | Parejas            |
| 22 de marzo | 15:50-20:50 | Femenino           |
| 23 de marzo | 11:00-14:50 | Parejas            |
| 23 de marzo | 15:50-20:50 | Masculino          |
| 24 de marzo | 11:00-16:15 | Danza sobre hielo  |
| 24 de marzo | 17:20-21:20 | Femenino           |
| 25 de marzo | 12:30-15:50 | Danza sobre hielo  |
| 25 de marzo | 17:20-21:20 | Masculino          |
| 26 de marzo | 15:00-18:00 | Gala de exhibición |

## Resultados

### Masculino
| Puesto | Nombre       | País           | Puntos |
| ------ | ------------ | -------------- | ------ |
| Oro    | Shoma Uno    | Japón          | 301,14 |
| Bronce | Cha Jun-Hwan | Corea del Sur  | 296,03 |
| Plata  | Ilia Malinin | Estados Unidos | 288,44 |

### Femenino
| Puesto | Nombre          | País          | Puntos |
| ------ | --------------- | ------------- | ------ |
| Oro    | Kaori Sakamoto  | Japón         | 224,61 |
| Plata  | Lee Hae-In      | Corea del Sur | 220,94 |
| Bronce | Loena Hendrickx | Bélgica       | 210,42 |

### Parejas
| Puesto | Nombre                        | País           | Puntos |
| ------ | ----------------------------- | -------------- | ------ |
| Oro    | Riku Miura Ryuichi Kihara     | Japón          | 222,16 |
| Plata  | Alexa Knierim Brandon Frazier | Estados Unidos | 217,48 |
| Bronce | Sara Conti Niccolò Macii      | Italia         | 208,08 |

### Danza en hielo
| Puesto | Nombre                         | País           | Puntos |
| ------ | ------------------------------ | -------------- | ------ |
| Oro    | Madison Chock Evan Bates       | Estados Unidos | 226,01 |
| Plata  | Charlène Guignard Marco Fabbri | Italia         | 219,85 |
| Bronce | Piper Gilles Paul Poirier      | Canadá         | 217,88 |

## Medallero
| Núm. | País           | Oro | Plata | Bronce | Total |
| ---- | -------------- | --- | ----- | ------ | ----- |
| 1    | Japón          | 3   | 0     | 0      | 3     |
| 2    | Estados Unidos | 1   | 1     | 1      | 3     |
| 3    | Corea del Sur  | 0   | 2     | 0      | 2     |
| 4    | Italia         | 0   | 1     | 1      | 2     |
| 5    | Bélgica        | 0   | 0     | 1      | 1     |
| 5    | Canadá         | 0   | 0     | 1      | 1     |
|      | TOTAL          | 4   | 4     | 4      | 12    |